# Lupoč
Lupoč és un poble i municipi d'Eslovàquia. Es troba a la regió de Banská Bystrica. La primera menció escrita de la vila es remunta al 1333.

## Demografia
| Godina             | 1994 | 2004    | 2014   | 2024   |
| ------------------ | ---- | ------- | ------ | ------ |
| Nombre de persones | 203  | 234     | 245    | 234    |
| Diferència         |      | +15,27% | +4,70% | −4,48% |

| Godina             | 2023 | 2024   |
| ------------------ | ---- | ------ |
| Nombre de persones | 221  | 234    |
| Diferència         |      | +5,88% |